# UGT2B15
UDP-glukuronoziltransferaza 2B15 je enzim koji je kod ljudi kodiran genom UGT2B15.

## Literatura
- Coffman BL, Tephly TR, Irshaid YM (1990). „Characterization and primary sequence of a human hepatic microsomal estriol UDPglucuronosyltransferase.”. Arch. Biochem. Biophys. 281 (1): 170—5. PMID 2116769. doi:10.1016/0003-9861(90)90428-2. Непознати параметар |display-author= игнорисан (помоћ)
- Irshaid YM, Tephly TR (1987). „Isolation and purification of two human liver UDP-glucuronosyltransferases.”. Mol. Pharmacol. 31 (1): 27—34. PMID 3100939.
- Green MD, Clarke DJ, Oturu EM (1995). „Cloning and expression of a rat liver phenobarbital-inducible UDP-glucuronosyltransferase (2B12) with specificity for monoterpenoid alcohols.”. Arch. Biochem. Biophys. 322 (2): 460—8. PMID 7574722. doi:10.1006/abbi.1995.1489. Непознати параметар |display-author= игнорисан (помоћ)
- Green MD, Oturu EM, Tephly TR (1995). „Stable expression of a human liver UDP-glucuronosyltransferase (UGT2B15) with activity toward steroid and xenobiotic substrates.”. Drug Metab. Dispos. 22 (5): 799—805. PMID 7835232.
- Chen F, Ritter JK, Wang MG (1993). „Characterization of a cloned human dihydrotestosterone/androstanediol UDP-glucuronosyltransferase and its comparison to other steroid isoforms.”. Biochemistry. 32 (40): 10648—57. PMID 8399210. doi:10.1021/bi00091a015. Непознати параметар |display-author= игнорисан (помоћ)
- Guillemette C, Lévesque E, Beaulieu M (1997). „Differential regulation of two uridine diphospho-glucuronosyltransferases, UGT2B15 and UGT2B17, in human prostate LNCaP cells.”. Endocrinology. 138 (7): 2998—3005. PMID 9202245. doi:10.1210/endo.138.7.5226 . Непознати параметар |display-author= игнорисан (помоћ)
- Lévesque E, Beaulieu M, Green MD (1997). „Isolation and characterization of UGT2B15(Y85): a UDP-glucuronosyltransferase encoded by a polymorphic gene.”. Pharmacogenetics. 7 (4): 317—25. PMID 9295060. doi:10.1097/00008571-199708000-00007. Непознати параметар |display-author= игнорисан (помоћ)
- Strassburg CP, Strassburg A, Nguyen N (1999). „Regulation and function of family 1 and family 2 UDP-glucuronosyltransferase genes (UGT1A, UGT2B) in human oesophagus.”. Biochem. J. 338 (2): 489—98. PMC 1220077 . PMID 10024527. doi:10.1042/0264-6021:3380489. Непознати параметар |display-author= игнорисан (помоћ)
- Tchernof A, Lévesque E, Beaulieu M (1999). „Expression of the androgen metabolizing enzyme UGT2B15 in adipose tissue and relative expression measurement using a competitive RT-PCR method.”. Clin. Endocrinol. 50 (5): 637—42. PMID 10468930. S2CID 43030627. doi:10.1046/j.1365-2265.1999.00709.x. Непознати параметар |display-author= игнорисан (помоћ)
- Strassburg CP, Kneip S, Topp J (2000). „Polymorphic gene regulation and interindividual variation of UDP-glucuronosyltransferase activity in human small intestine.”. J. Biol. Chem. 275 (46): 36164—71. PMID 10748067. doi:10.1074/jbc.M002180200 . Непознати параметар |display-author= игнорисан (помоћ)
- Gsur A, Preyer M, Haidinger G (2002). „A polymorphism in the UDP-Glucuronosyltransferase 2B15 gene (D85Y) is not associated with prostate cancer risk.”. Cancer Epidemiol. Biomarkers Prev. 11 (5): 497—8. PMID 12010866. Непознати параметар |display-author= игнорисан (помоћ)
- Iida A, Saito S, Sekine A (2002). „Catalog of 86 single-nucleotide polymorphisms (SNPs) in three uridine diphosphate glycosyltransferase genes: UGT2A1, UGT2B15, and UGT8.”. J. Hum. Genet. 47 (10): 505—10. PMID 12376738. doi:10.1007/s100380200075 . Непознати параметар |display-author= игнорисан (помоћ)
- Court MH, Duan SX, Guillemette C (2003). „Stereoselective conjugation of oxazepam by human UDP-glucuronosyltransferases (UGTs): S-oxazepam is glucuronidated by UGT2B15, while R-oxazepam is glucuronidated by UGT2B7 and UGT1A9.”. Drug Metab. Dispos. 30 (11): 1257—65. PMID 12386133. doi:10.1124/dmd.30.11.1257. Непознати параметар |display-author= игнорисан (помоћ)
- Kanaya J, Takashima M, Koh E, Namiki M (2003). „Androgen-independent growth in LNCaP cell lines and steroid uridine diphosphate-glucuronosyltransferase expression.”. Asian J. Androl. 5 (1): 9—13. PMID 12646996.
- Zhang JY, Zhan J, Cook CS (2003). „Involvement of human UGT2B7 and 2B15 in rofecoxib metabolism.”. Drug Metab. Dispos. 31 (5): 652—8. PMID 12695355. S2CID 23434477. doi:10.1124/dmd.31.5.652. Непознати параметар |display-author= игнорисан (помоћ)
- Tomboc M, Witchel SF (2003). „Frequencies of the D85 and Y85 variants of UGT2B15 in children and adolescent girls with hyperandrogenism.”. J. Pediatr. Endocrinol. Metab. 16 (5): 719—26. PMID 12880121. S2CID 32217321. doi:10.1515/jpem.2003.16.5.719.
- Court MH, Hao Q, Krishnaswamy S (2005). „UDP-glucuronosyltransferase (UGT) 2B15 pharmacogenetics: UGT2B15 D85Y genotype and gender are major determinants of oxazepam glucuronidation by human liver.”. J. Pharmacol. Exp. Ther. 310 (2): 656—65. PMID 15044558. S2CID 5946464. doi:10.1124/jpet.104.067660. Непознати параметар |display-author= игнорисан (помоћ)
- Toide K, Umeda S, Yamazaki H (2005). „A major genotype in UDP-glucuronosyltransferase 2B15.”. Drug Metab. Pharmacokinet. 17 (2): 164—6. PMID 15618667. doi:10.2133/dmpk.17.164. Непознати параметар |display-author= игнорисан (помоћ)
- Chouinard S, Pelletier G, Bélanger A, Barbier O (2005). „Cellular specific expression of the androgen-conjugating enzymes UGT2B15 and UGT2B17 in the human prostate epithelium.”. Endocr. Res. 30 (4): 717—25. PMID 15666817. S2CID 10971899. doi:10.1081/ERC-200044014.